# قاي شامبرلن
قاي شامبرلن (بالإنجليزية: Guy Chamberlin)‏ هو مدرب رياضي أمريكي، ولد في 16 يناير 1894 في نبراسكا في الولايات المتحدة، وتوفي في 4 أبريل 1967 في لنكن في الولايات المتحدة.

## وصلات خارجية
- قاي شامبرلن على موقع إن إن دي بي (الإنجليزية)